# Dariusz Fliegert
Dariusz Fliegert (ur. 15 marca 1969 w Knurowie) – polski żużlowiec.
Licencję żużlową zdobył w 1986 roku. W rozgrywkach z cyklu drużynowych mistrzostw Polski reprezentował kluby ROW Rybnik (1986–1993), RKM Rybnik (1994–1997), ŻKS Krosno (1998) oraz Iskra Ostrów Wielkopolski (1999). Jest trzykrotnym medalistą DMP: dwukrotnie srebrnym (1988, 1990) oraz brązowym (1989).
W 1990 r. zdobył w Toruniu brązowy medal młodzieżowych mistrzostw Polski par klubowych, natomiast w Bydgoszczy – tytuł młodzieżowego indywidualnego wicemistrza Polski. Dwukrotnie startował w finałach indywidualnych mistrzostw Polski (Toruń 1991 – XV m., Bydgoszcz 1993 – XII m.). W 1991 r. zajął VII m. w końcowej klasyfikacji turnieju o "Złoty Kask".
W 1992 r. startował w rozgrywkach brytyjskiej ligi żużlowej, w barwach klubu Edinburgh Monarchs.
Sport żużlowy uprawiał również jego młodszy brat, Krzysztof (ur. 1972).